# Manuel Hipólito do Rego
Manuel Hipólito do Rego (São Sebastião, 9 de agosto de 1890 — Santos, 13 de fevereiro de 1950) foi um político brasileiro. Exerceu o mandato de deputado federal constituinte por São Paulo em 1934.
Teve dois filhos com sua esposa, Iraídes Lobo Viana. Em sua homenagem, a Rodovia SP-55 do litoral de São Paulo é denominado Rodovia Doutor Manuel Hipólito Rego .

## Educação e vida profissional
Hipólito do Rego passou pelas escolas Grupo Escolar Henrique Botelho, Aprendizado Agrícola João Tibiriçá, Escola de Comércio José Bonifácio e Externato Luís Cerqueira Barrete. Iniciou a Educação Superior em 1914, na Faculdade de Direito da Universidade de São Paulo. Durante a graduação, dirigiu o jornal Voz Acadêmica e trabalhou na Alfândega de Santos. Formou-se em 1919. Neste mesmo ano, passou a ser catedrático de direito fiscal na Escola de Comércio José Bonifácio. Lá, também foi professor de Direito Comercial.
Trabalhou como jornalista, colaborando em órgãos dos Diários Associados, na Gazeta e no Diário do Norte. Foi um dos diretores, com Cásper Líbero e Oscar Moreira, do jornal A Moeda, que tratava de temas comerciais e econômicos. Além disso, publicou trabalhos forenses, artigos sobre transportes e o livro A Lenda do Litoral Paulista, de 1951.
Foi também um dos fundadores do Instituto Histórico e Geográfico de Santos, fundador e presidente do Centro dos Amigos de São Sebastião, membro do Conselho Deliberativo da Santa Casa de Misericórdia e ministro da Venerável Ordem Terceira de São Francisco.

## Vida política
Em 1929, foi deputado à Assembleia Legislativa de São Paulo, pelo Partido Republicano Paulista (PRP). Entre as medidas aprovadas durante o seu mandato está a construção do porto de São Sebastião. No mesmo ano, Hipólito do Rego foi titulado presidente do órgão Assistência à Infância, em Santos. Com o apoio/ do Movimento Constitucionalista e da Liga Eleitoral Católica (LEC), associação cívil de âmbito nacional criada em 1932 no Rio de Janeiro, também foi eleito deputado, em maio de 1933, à Assembleia Nacional Constituinte pela Chapa Única por São Paulo Unido, composta por filiados ao PRP e ao Partido Democrático (PD). Após tomar posse, em novembro de 1933, participou dos trabalhos constituintes, fazendo parte das discussões do item "Discriminação das rendas. Hipólito do Rego foi reeleito, ainda pelo PRP, em 1934. No entanto, permaneceu na Câmara até os órgãos  legislativos do país serem extintos durante o Estado Novo, em 10 de novembro de 1937. A partir de então, passou a ser consultor jurídico da Caixa de Aposentadoria e Pensões dos Empregados da Companhia Docas de Santos entre 1937 e 1939. Depois, trabalhou como oficial do 2º Cartório de Registro de Imóveis de Santos.

## Militância
Em 1932, foi diretor da Polícia Civil de Santos, após a Revolução de Outubro de 1930, e passou a ser um dos líderes do MMDC - organização paramilitar criada em 24 de maio, em São Paulo, a fim de lutar pela autonomia do Estado e a reconstitucionalização do país. De início, a organização funcionou como sociedade secreta, apenas sendo oficializada pelo governo revolucionário paulista em 9 de julho de 1932, quando aconteceu a Revolução Constitucionalista.